# Варыпаевский сельсовет
Варыпаевский сельсовет — сельское поселение в Пензенском районе Пензенской области Российской Федерации.
Административный центр — село Варыпаево.

## История
Статус и границы сельского поселения установлены Законом Пензенской области от 2 ноября 2004 года № 690-ЗПО «О границах муниципальных образований Пензенской области».

## Население
| 2002 | 2010 | 2012 | 2013 | 2014 | 2015 | 2016 |
| ---- | ---- | ---- | ---- | ---- | ---- | ---- |
| 1071 | ↘845 | ↘816 | ↘788 | ↘768 | ↘749 | ↘735 |
| 2017 | 2018 | 2021 |      |      |      |      |
| ↘725 | ↘714 | ↘526 |      |      |      |      |

## Состав сельского поселения
| № | Населённый пункт | Тип населённого пункта       | Население |
| - | ---------------- | ---------------------------- | --------- |
| 1 | Варыпаево        | село, административный центр | ↘699      |
| 2 | Волхон-Умет      | село                         | ↘146      |